# East Branch Reservoir
East Branch Reservoir, est un lac de barrage dans la ville de Southeast, New York, près du village de Brewster. Faisant partie du système d'approvisionnement en eau de la ville de New York (en), il a été formé en retenant le bras est de la rivière Croton (en). Faisant partie du bassin versant de Croton, il a été mis en service en 1891 et se trouve à environ 35 miles (56 km) au nord de la ville, dans le coin sud-est du comté de Putnam .

## Histoire
Le réservoir East Branch a une superficie de 525 acres (212 hectares) , atteint une profondeur moyenne de 32 pieds (10 m) et retient 19 684 150 m3  à pleine capacité. Il draine une superficie de 75-mile carré (180 km²) qui comprend le lac Bog Brook . Son eau retourne dans l'East Branch de la rivière Croton au sud du barrage, puis dans le Diverting Reservoir (en), puis via la rivière Croton jusqu'aux Muscoot Reservoir (en) et New Croton Reservoir (en), dans l"aqueduc de New Croton (en). L'eau de l'aqueduc s'écoule dans le Jerome Park Reservoir (en) dans le Bronx pour une distribution quotidienne.
L'un des deux réservoirs doubles du réseau de New York, il est relié au bassin de retenue de Bog Brook via un tunnel de 1 778 pieds (547,07 m). Lors de la construction des deux, le nom du projet était "Double Reservoir I". Le deuxième projet de double réservoir («Double Reservoir II») créerait les Croton Falls Reservoir (en) et le Diverting Reservoir (en).
Le village de Southeast Center, du nom de la ville de Southeast, fut nivelé et inondé pour créer le réservoir. Certaines parties du village subsistent, y compris Sodom Rd, au pied du barrage de Sodom, qui ferme le réservoir.
La construction du réservoir a également inondé une partie du village de Milltown, dans le coin nord-est du sud-est, près de l'actuel Deforest Corners. De nombreux bâtiments originaux du village furent déplacés vers un terrain plus élevé, sur l'actuel Milltown Rd, l'une des plus longues routes du sud-est allant de New Fairfield, Connecticut à la route 22 au sud-est. L'école du village de Milltown's 1-room est encore aujourd'hui une résidence privée. Les fondations, les murs  de pierre et les lits de route des deux villages sont encore visibles pendant les sécheresses.